# Asoriba
Asoriba es una compañía de tecnología y una aplicación móvil que conecta las Iglesias Evangélicas y los adoradores. La sede de la empresa se encuentra en Acra, Ghana.

## Historia
Los graduados de la Meltwater Entrepreneurial School of Technology en Acra en 2014, Patrick Ohemeng Tutu, Jesse Johnson, Nana Agyemang-Prempeh y Savior Dzage tienen la idea de una aplicación para conectar iglesias y fieles. En 2015, fundaron Asoriba.
El nombre de la compañía significa "hijo de la Iglesia" en Twi. En abril de 2016, es una de las 10 mejores empresas seleccionadas por Techstars entre 450 empresas de todo el mundo para un programa aceleradora de startups de 3 meses. En junio de 2016, tiene 395 iglesias asociadas en Ghana, Kenia, Sudáfrica, Nigeria y los Estados Unidos, así como 30,000 seguidores registrados. En octubre de 2016, Asoriba se convierte en socio de la nigeriana Interswitch, para permitir donaciones a través de transferencia de dinero móvil. En 2017, tiene 1,100 iglesias asociadas en Ghana, Kenia, Sudáfrica, Nigeria y los Estados Unidos, así como 69,000 seguidores registrados.

## Aplicación móvil
Para los adoradores, la aplicación permite acceder a la cuenta de sus iglesias y recibir mensajes de texto, audios o videos, ver la agenda y hacer donaciones.

## Software
Para las iglesias, el software permite la comunicación con los miembros y la gestión financiera.

## Premios
- 2016: Mejor start-up en África, Seedstars Summit Prizes, Suiza[10]
- 2017: Startup de tecnología del año, Premium Bank Ghana Startup Awards, Ghana[11]